# 558
Раннє Середньовіччя. Триває чума Юстиніана. У Східній Римській імперії править Юстиніан I. Візантійська імперія повернула собі значну частину володінь колишньої Римської імперії. Франкське королівство об'єдналося під правлінням Хлотара I. Іберію займає Вестготське королівство, у Тисо-Дунайській низовині лежить Королівство гепідів. В Англії розпочався період гептархії.
У Китаї період Північних та Південних династій. На півдні править династія Чень, на півночі — Північна Чжоу та Північна Ці. Індія роздроблена. В Японії триває період Ямато. У Персії править династія Сассанідів.
На території лісостепової України в VI столітті виділяють пеньківську й празьку археологічні культури. VI століття стало початком швидкого розселення слов'ян. У Північному Причорномор'ї співіснують різні кочові племена, зокрема гуни, сармати, булгари, алани, авари.

## Події
- Внаслідок землетрусу завалився купол Святої Софії в Константинополі.
- Авари й слов'яни заполонили Тисо-Дунайську низовину. Під їхнім тиском лангобарди мігрують у Північну Італію.
- Хлотар I залишився єдиним правителем Франкського королівства після смерті свого брата Хільдеберта I.
- Засновано абатство Сен-Жермен-де-Пре.
- Вторгнення аварів у Північне Причорномор'я.

## Померли
- Хільдеберт I, король франків.